# Ґрунт
Ґрунт (від нім. Grund — земля, основа) — самостійне природно-історичне органо-мінеральне тіло, що виникло у поверхневому шарі літосфери Землі в результаті тривалого впливу біотичних, абіотичних і антропогенних факторів, має специфічні генетико-морфологічні ознаки і властивості, що створюють для росту і розвитку рослин відповідні умови.
| Чорнозем; степова зона України | Бурий лісовий ґрунт; Карпати | Підзол; південна тайга, Карельський перешийок |

Сучасна наука про ґрунти — ґрунтознавство — визначає ґрунт як складову частину педосфери разом з іншими біокосними тілами — ґрунтоподібними тілами (педолітами), ґрунтовими плівками, підґрунтовим ярусом біосфери. У докучаївському генетичному ґрунтознавстві загальноприйнятим є субстанційно-функціонально-атрибутивне визначення, за яким ґрунт  — це складна поліфункціональна і полікомпонентна відкрита багатофазна структурна система в поверхневому шарі кори вивітрювання гірських порід, що володіє родючістю, і є комплексною функцією гірської породи, організмів, клімату, рельєфу та часу. Ґрунтова школа США має загалом аналогічне визначення ґрунту, за яким ґрунт — це природне тіло, що складається з твердих (мінеральних і органічних) речовин, рідини і газів, утворюється на поверхні землі, має горизонтальне поширення і характеризується одним чи двома послідовними горизонтами або шарами, які відрізняються від вихідного матеріалу в результаті накопичення, виносу, зміни і перетворення енергії та матерії і здатне підтримувати коріння рослин в природному середовищі. Світова реферативна база ґрунтових ресурсів (WRB) використовує ширший підхід, називаючи ґрунтом будь-який об'єкт, що формує частину епідерми Землі; у WRB ґрунт — це будь-який матеріал у межах 2 м від поверхні Землі, що контактує з атмосферою (за винятком ділянок із суцільним льодом, водних тіл, глибших від 2 м, живих організмів).
Ґрунт серед інших фізичних тіл Землі живої (організми) і косної (гірські породи та мінерали) природи займає особливе проміжне положення, будучи так званим «біокосним тілом природи». У його складі беруть участь як мінеральні, так і органічні речовини, у тому числі велика група специфічних сполук — ґрунтовий гумус. Невіддільну частину ґрунту — його живу фазу — складають живі організми: кореневі системи рослин, тварини різного розміру, що живуть у ґрунті, величезна різноманітність мікроорганізмів. Однак глибше розуміння сутності ґрунту передбачає, що його основні ознаки не специфічні: ґрунт є біокосним тілом, але є й інші біокосні тіла; ґрунт є багатофазною системою, але є й інші багатофазні системи, включно із живою фазою; чинники, що їх називають ґрунтотворними, формують також інші природні тіла; не лише ґрунти володіють біопродуктивністю.

## Екологічні функції ґрунтів
Виділяють дві групи функцій, що виконують ґрунти у біосфері: глобальні та біогеоценотичні.
Глобальні екологічні функції ґрунтів:
- ґрунт є середовищем для розвитку і еволюції життя на Землі. В одному грамі ґрунту можна нарахувати один мільярд бактеріальних клітин; амеб і джгутиконосців до мільйона особин, інфузорій — 1000. У верхньому шарі родючого ґрунту біомаса бактерій може становити 400-5000 кг/га[5][6].
- ґрунт забезпечує великий геологічний і малий біологічний кругообіг речовин на земній поверхні. В ґрунті акумулюються біогенні елементи, він їх накопичує і перешкоджає швидкому виносу в гідросферу.
- ґрунт регулює хімічний склад атмосфери і гідросфери. Ґрунти постійно обмінюються газами з приземним шаром тропосфери, поглинають кисень і віддають вуглекислий та інші гази. Ґрунтове «дихання» разом з фотосинтезом і диханням живих організмів підтримують постійний склад атмосфери. Ґрунт є фактором формування сольового складу Світового океану.
- ґрунт є фактором біопродуктивності наземних екосистем. Ґрунт регулює біосферні процеси, зокрема, густоту живих організмів на земній поверхні. Ґрунт має певні властивості, які обмежують життєдіяльність деяких груп організмів. Дуже сухий або дуже вологий; кислий або лужний, бідний елементами живлення або родючий ґрунти, взаємодіючи з кліматом, регулюють розселення різних видів, популяцій, їх густоту та інші параметри життєдіяльності організмів.
- ґрунт є акумулятором необіогенної неживої речовини (гумусу) і зв'язаної з ним хімічної енергії, арена трансформації та передачі в глибокі шари літосфери палеобіогенної речовини.

Ґрунт є найважливішим компонентом біогеоценозів і виконує в ньому біогеоценотичні функції. Ґрунт це умова існування і еволюції організмів:
- життєвий простір, житло і притулок, механічна опора, депо насіння;
- джерело елементів живлення; депо вологи, елементів живлення та енергії; стимулятор та інгібітор біохімічних та інших процесів;
- адсорбатор речовин із атмосфери і ґрунтових вод;
- сигнал для сезонних та інших біологічних процесів, пусковий механізм для деяких сукцесій;
- регулятор чисельності, складу і структури біоценозів;

У ґрунті акумулюються і трансформуються речовини і енергія, що знаходиться чи поступає до нього. Ґрунт виконує санітарні функції. Ґрунт є буфером і захисним біогеоценотичним екраном.

### Родючість— головна властивість ґрунту
Ґрунт як природно-історичне тіло володіє родючістю, яка визначається комплексом його взаємозв'язаних механічних, фізичних, хімічних, фізико-хімічних і біологічних властивостей, що обумовлюють життєдіяльність рослинних організмів. Родючість ґрунту — біологічна якісна властивість, яка відрізняє ґрунт від гірської породи і робить це природне утворення основним засобом сільськогосподарського виробництва та об'єктом застосування праці.
Родючість — це здатність ґрунту задовольняти потреби рослин в елементах живлення, волозі, повітрі, а також забезпечувати умови їхньої нормальної життєдіяльності для створення ними відповідної біомаси (врожаю). Але рівень родючості ґрунту в одних і тих самих умовах буде неоднаковий для різних як природних, так і культурних рослин.Родючість ґрунту — це результат розвитку природного ґрунтоутворення та окультурення ґрунту при використанні його у сільському господарстві. Родючість ґрунту — явище відносне, вона залежить не тільки від властивостей ґрунту, а й від рослин, які культивуються на ньому. Поняття «родючість ґрунту» не ідентичне «продуктивності», і його слід застосовувати тільки в агрономічному значенні. Біопродуктивністю володіють всі біокосні тіла, наприклад води океану. Часто високопродуктивні рослинні формації (хвойні ліси в субарктичній зоні, очеретяні зарості) формуються на бідних ґрунтах, родючість яких при розорюванні буде дуже низькою.
Рівень родючості ґрунту залежить від його окремих властивостей та грунтово-екологічних режимів — біоенергетичного (світло, тепло), поживного, водно-повітряного, кислотно-лужного, окисно-відновлювального, сольового та інших.

## Чинники ґрунтотворення
Чинники ґрунтотворення — це елементи природного середовища, під впливом яких утворюються ґрунти. Системне сприйняття ґрунту як функції агентів-ґрунтоутворювачів започатковане В. В. Докучаєвим. Ним виділено п'ять факторів ґрунтотворення: клімат, материнські гірські пори, рослинні і тваринні організми, особливо нижчі, рельєф і висота місцевості, геологічний вік країни. Функціональне визначення ґрунту виражають у вигляді моделі: S = f(d, o,r, p,t…) де S — ґрунт, d — клімат, o — організми, r — рельєф, p — порода, t — час (Jenny, 1941). Докучаєвська формула «ґрунти — фактори», доповнена І.П.Герасимовим (1973) так званими «передавальними механізмами» і тепер сприймається у вигляді послідовності: фактори ґрунтотворення → процеси ґрунтотворення → ґрунти (профіль, властивості).
Клімат, материнські породи і організми для ґрунтів є матеріальними донорами речовини і енергії. Рельєф є чинником-ретранслятором, що перерозподіляє речовину і енергію по поверхні Землі. Час є мірою розвитку і зміни усіх явищ і процесів.
- Клімат (за О. А. Роде — Сонце і атмосфера) визначають тепловий, водний та інші режими ґрунтів, їх будову, склад і властивості. Найважливішими є три чинники: сонячна радіація як джерело для фотосинтезу і чинник, що формує тепловий режим фітогеосфери; кількість опадів, які визначають водний режим ґрунтів та умови існування організмів; газовий склад атмосфери.
- Материнські породи визначають гранулометричний, хімічний і мінералогічний склад ґрунтів, їх фізичні та фізико-механічні властивості, водно-повітряний, тепловий і поживний режими, впливають на швидкість ґрунтоутворювального процесу і його спрямованість. Виділяють генетичні типи порід гравітаційного походження (елювій, колювій), пов'язаних з текучою водою (алювій, пролювій, делювій), водно-льодовикові (морена), еолові та іншого походження породи (леси і лесоподібні суглинки, покривні суглинки і глини, піски).
- Організми є джерелом органічної частини ґрунту, вони і продукти їхньої життєдіяльності визначають спрямованість ґрунтотворного процесу, перетворюючи косну речовину в біокосне природне тіло — ґрунт. Педосфера формується за участі 4 царств живих організмів: царств рослин, тварин, грибів і мікроорганізмів. У вивчення живих організмів-ґрунтотворювачів вагомий внесок зробив М. С. Гіляров та створена ним наукова школа.
- Рельєф обумовлює просторову організацію педосфери, виконуючи такі функції: 1) розподіляє продукти вивітрювання і ґрунтотворення; 2) розподіляє тепло і атмосферні опади.
- Час є умовою і мірою існування та взаємодії інших факторів ґрунтотворення, обумовлюючи еволюцію ґрунтів.

Новітнім чинником ґрунтотворення є господарська діяльність людини (антропогенний чинник), що впливає як безпосередньо, так і побічно через інші чинники ґрунтотворення, зумовлюючи реградацію чи деградацію ґрунтів.
Серед загальних принципів генетичного ґрунтознавства, в якому ґрунт розглядається як самостійне природно-історичне тіло в його функціональній залежності від інших природних тіл і явищ, виділяють такі:
- при формуванні ґрунту всі чинники рівнозначні, і ґрунт є їхньою функцією;
- при рівнозначності клімату, рельєфу, ґрунтотворних порід і біоти такий чинник, як час, є певним множником, а ґрунт — функцією чинників, помножених на час;
- чинники ґрунтотворення не лише рівнозначні, а й незамінні;
- чинники ґрунтотворення взаємопов'язані між собою і діють системно;
- чинники ґрунтотворення поділяють на групи — чинники-донори речовини й енергії та контролюючі чинники, чинники зовнішні та внутрішні.

## Системи класифікації ґрунтів

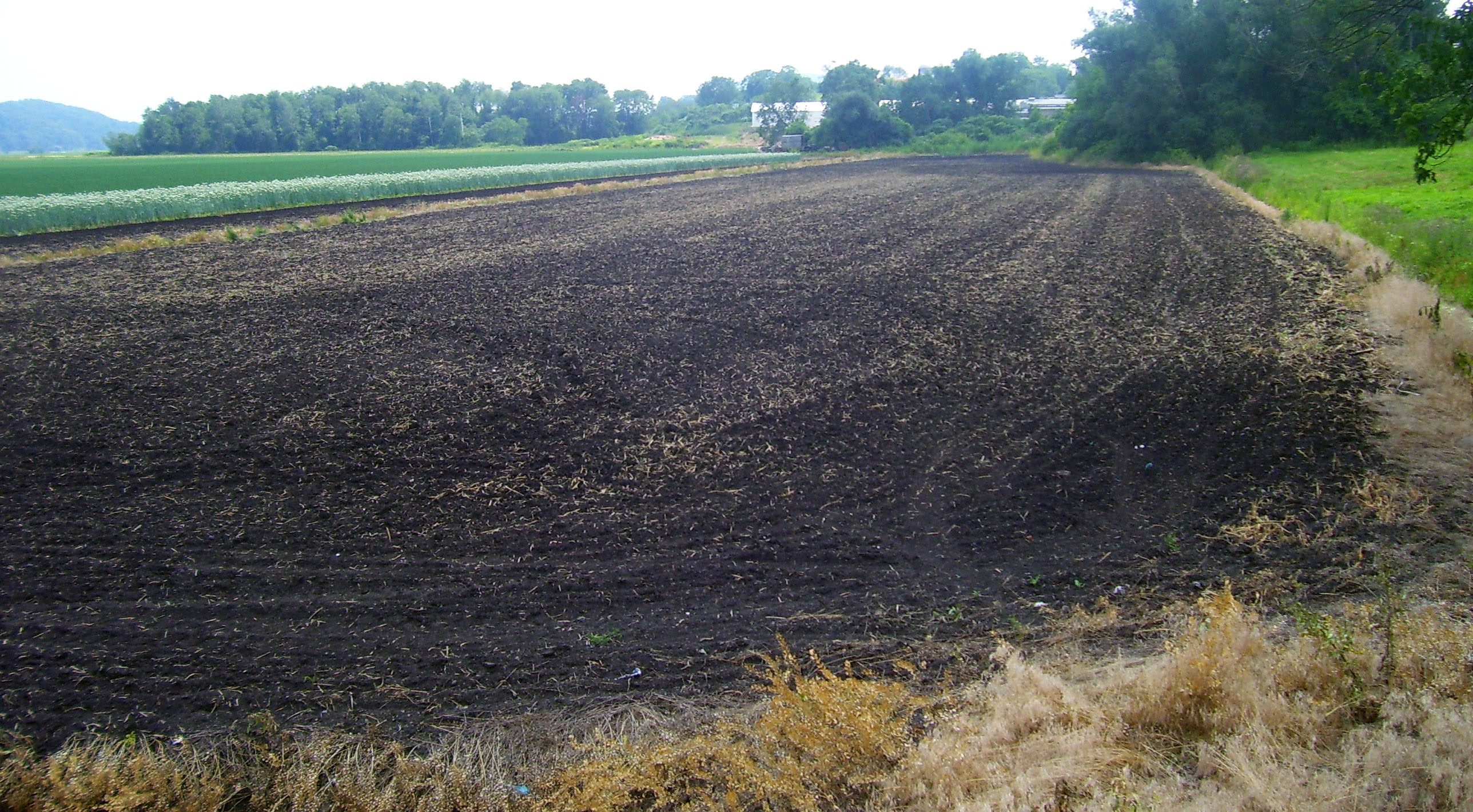
Чорнозем

Єдиної загальноприйнятої класифікації ґрунтів не існує. Поряд з міжнародною (Класифікація ґрунтів ФАО, яку змінила в 1998 році WRB) у багатьох країнах світу діють національні системи класифікації ґрунтів, часто засновані на принципово різних підходах. У міру нагромадження нових фактів раніше створені класифікаційні системи переглядаються та уточнюються. У колишньому СРСР, незважаючи на єдність науково-теоретичних основ і методичних підходів на принципах генетичного ґрунтознавства, також існували розбіжності між окремими республіками в розробці класифікаційної проблеми.

### Класифікація ґрунтів СРСР 1977 року
До тепер українські і російські ґрунтознавці продовжують активно використовуватися класифікацію ґрунтів СРСР 1977 року, яку називають факторно-генетичною. Ця класифікація була підготовлена на основі «Вказівок щодо класифікації та діагностики ґрунтів», випущених у 1967 році Ґрунтовим інститутом ім. В. В. Докучаєва, та схвалена Науково-технічною Радою і Головним управлінням землекористування і землеустрою Міністерства сільського господарства СРСР як керівництво під час проведення ґрунтових обстежень і вишукувань, робіт по держобліку земель та земельного кадастру. Вона передбачала такі таксономічні одиниці:
- Тип ґрунту — основна класифікаційна одиниця. До одного типу ґрунтів належать ґрунти: 1) з подібними процесами перетворення і міграції речовин; 2) з подібним характером водно-теплового режиму; 3) з однотипною будовою ґрунтового профілю за генетичними горизонтами; 4) з подібним рівнем природної родючості; 5) з екологічно подібним типом рослинності. У межах типу ґрунту виділяються також так звані «фаціальні типи ґрунтів», для яких вживаються номенклатурні позначення, пов'язані з їх термічним режимом: теплі, помірні, холодні тощо.
- Підтип ґрунту — класифікаційна одиниця в межах типу. Це групи ґрунтів, що розрізняються між собою за проявом основного і супутнього процесів ґрунтоутворення і є перехідними ланками між типами.
- Рід ґрунту — класифікаційна одиниця в межах підтипу, обумовлена особливостями ґрунтоутворення, пов'язаними насамперед із властивостями материнських порід, а також ознаками, набутими в минулих фазах ґрунтоутворення (так звані реліктові ознаки), особливостями складу ґрунтово-поглинаючого комплексу, основними формами новоутворень тощо.
- Вид ґрунту — класифікаційна одиниця в межах роду, що кількісно відрізняється за ступенем прояву ґрунтоутворювальних процесів, які визначають тип, підтип і рід ґрунтів.
- Різновид ґрунту — класифікаційна одиниця, що враховує поділ ґрунтів за гранулометричним складом ґрунтового профілю.
- Розряд ґрунту — класифікаційна одиниця, за якою групуються ґрунти, що відрізняються характером ґрунтотворних і підстилаючих порід.

Приклад:
- тип — чорнозем,
- підтип — чорнозем південний,
- рід — чорнозем південний солонцюватий,
- вид — чорнозем південний солонцюватий середньопотужний слабогумусований,
- різновид — чорнозем південний солонцюватий середньопотужний слабогумусований важкосуглинковий,
- розряд — чорнозем південний солонцюватий середньопотужний слабогумусований важкосуглинковий на лесоподібному суглинку.

### Класифікація ґрунтів України
Детальна типологія ґрунтів України подана у вигляді номенклатурних списків для великомасштабних ґрунтових обстежень.
Класифікація ґрунтів України, що сьогодні використовується за вимогами ДСТУ, створена на генетичних принципах, а її параметри анонсовані 1988 року. У ній використані традиційні в українському ґрунтознавстві підходи, рівень знань і базу даних щодо генезису та властивостей ґрунтів України. Класифікація містить такі таксономічні одиниці:
- клас — поділ ґрунтів на «зональні» й «азональні»;
- тип — основна таксономічна одиниця. В один тип об'єднуються ґрунти з одноманітними гідротермічними умовами під однотипною рослинністю, на материнських породах подібного мінералогічного складу, з однотипною будовою профілю, близьким рівнем родючості і єдністю заходів щодо поліпшення;
- підтип — розкриває зміст типу і включає ґрунти, у яких поряд з типовими є властивості, що характерні для інших типів;
- рід — таксономічна одиниця, що відображає карбонатність, кислотність, оглеєння, прояв солонцюватості і засолення ґрунтів тощо;
- літологічна серія — таксономічна одиниця, що відображає генетичну природу ґрунтоутворювальних порід;
- вид — таксономічна одиниця, що відображає ступінь прояву ознак типу, підтипу, роду і літологічних ознак;
- Варіант — таксономічна одиниця, що відображає трансформацію ґрунту в результаті його використання;
- Різновидність — таксономічна одиниця, що відображає гранулометричний склад ґрунту.

У 2005 році в Україні запропонована класифікація ґрунтів генетично-субстантивного типу. Вона включає такі таксономічні одиниці: тип — підтип — рід — вид — варіант — літологічна серія,.

### Субстантивно-генетична класифікація ґрунтів Росії
У 2004 році спеціальною комісією Ґрунтового інституту ім. В.В.Докучаєва під керівництвом Л. Л. Шишова, підготовлена нова, так звана «субстантивно-генетична» класифікація ґрунтів Росії, що є розвитком класифікації 1997 року. У 2008 році вона була уточнена виданням «Полевого определителя почв». Характерною особливістю нової класифікації можна назвати відмову від залучення для діагностики факторно-екологічних та режимних параметрів, що важко діагностуються і часто визначаються дослідником чисто суб'єктивно, фокусування уваги на ґрунтовому профілі і його морфологічних особливостях.
Російська субстантивно-генетична класифікація ґрунтів передбачає виділення восьми таксономічних категорій: стовбурів, відділів, типів, підтипів, родів, видів, різновидів і розрядів.
- Стовбур — вища таксономічна одиниця, що відображає поділ ґрунтів за співвідношенням процесів ґрунтоутворення і накопичення відкладів (у ґрунтах постлітогенного стовбура ґрунтоутворення здійснюється на сформованій мінеральній ґрунтоутворювальній породі; у ґрунтах сінлітогенного стовбура ґрунтоутворення протікає одночасно з накопиченням відкладів; стовбур органогенних ґрунтів об'єднує ґрунти, профіль яких складається з торфу).
- Відділ — група ґрунтів, що характеризується єдністю основних процесів ґрунтоутворення, що формують головні риси ґрунтового профілю.
- Тип — основна таксономічна одиниця в межах відділів, що характеризується єдиною системою основних генетичних горизонтів і спільністю властивостей, зумовлених схожістю режимів і процесів ґрунтоутворення.
- Підтип — таксономічна одиниця в межах типу, що відрізняється якісними модифікаціями основних генетичних горизонтів, які відображають найбільш істотні особливості ґрунтоутворювальних процесів і еволюції ґрунтів.
- Вид — таксономічна одиниця, що відображає кількісні показники ступеня вираженості ознак, що визначають тип, підтип, а іноді і рід ґрунтів.
- Різновид — таксономічна одиниця, що відображає поділ ґрунтів по гранулометричним складом.
- Розряд — таксономічна одиниця, що об'єднує ґрунти за характером ґрунтоутворюючих і підстилаючих порід.

Приклад класифікації:
- Стовбур — Постлітогенні ґрунти.
- Відділ — Акумулятивно-гумусові ґрунти.
- Тип — Чорнозем текстурно-карбонатний (чорнозем текстурно-карботатний корелює з підтипом чорнозему південного і темно-каштанового ґрунту за Класифікацією ґрунтів СРСР 1977 р.).
- Підтип — Чорнозем текстурно-карботатний солонцюватий.
- Вид — Чорнозем текстурно-карботатний солонцюватий середньопотужний.
- Різновид — Чорнозем текстурно-карботатний солонцюватий середньопотужний важкосуглинковий.
- Розряд — Чорнозем текстурно-карботатний солонцюватий середньопотужний важкосуглинковий на лесовидному суглинку.

### Soil Taxonomy
В американській школі ґрунтознавства використовується класифікація Soil Taxonomy, яка неодноразово доповнювалася новими даними, що публікувалися у вигляді чергового «наближення». Вона належить до морфолого-діагностичного типу класифікацій і не «прив'язана» до якої-небудь території. У цій класифікації багато діагностичних параметрів не випливають із суті самого ґрунту, а просто прийняті «a priori». Вони часто не несуть генетичного «навантаження», притаманного для певного ґрунту, а фіксують сучасні морфолого-аналітичні показники ґрунтів як діагностичні критерії.

### Світова реферативна база ґрунтових ресурсів

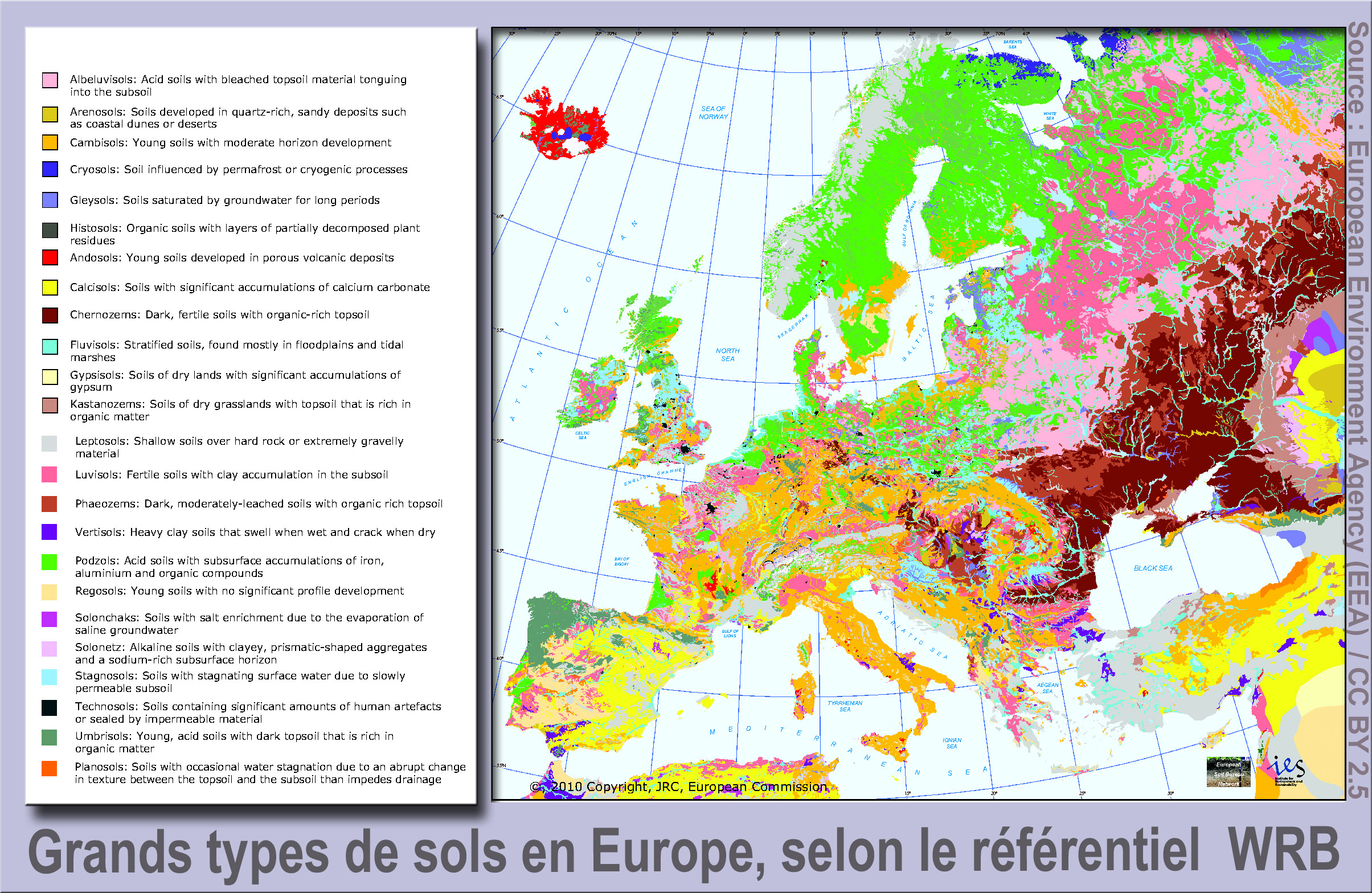
Основні типи ґрунтів Європи у системі WRB

У 1998 році Міжнародне товариство ґрунтознавців (IUSS) схвалило й прийняло Світову реферативну базу ґрунтових ресурсів (WRB) як систему для ґрунтової кореляції та інтернаціонального співробітництва.
WRB, як результат багаторічної співпраці великої групи досвідчених авторів, співробітництва і логістичної підтримки Міжнародного ґрунтового реферативного й інформаційного центру, Організації ООН з питань продовольства та сільського господарства (ФАО), є міжнародним стандартом таксономічної класифікації ґрунтів замість ґрунтової класифікації ФАО.
WRB запозичує сучасні концепції класифікації ґрунтів, у тому числі Soil Taxonomy, легенду для карти ФАО «Ґрунти світу 1988 року», французькі та російські поняття, базуючись здебільшого на ґрунтовій морфології, що відображає процес ґрунтотворення.

## Закономірності географії ґрунтів і ґрунтового покриву
Загальні закономірності й особливості формування та поширення ґрунтів, структури ґрунтового покриву земної поверхні є предметом вивчення географії ґрунтів — одного зі структурних підрозділів ґрунтознавчої науки.
Ґрунти майже суцільно покривають суходіл земної кулі (за винятком льодовиків Арктики й Антарктиди та деяких високогірних територій) і дно мілководдя на узбережжях морів, в озерах і водосховищах, утворюючи ґрунтову оболонку, яку називають педосферою.
До основних найбільш загальних закономірностей географії ґрунтів і ґрунтового покриву зачислено такі:
- горизонтальна (широтна) зональність ґрунтів і ґрунтового покриву;
- фаціальність (провінційність) ґрунтів;
- вертикальна ґрунтова зональність, або вертикальна поясність ґрунтів;
- літогенна диференціація ґрунтів і ґрунтового покриву;
- топогенно-геохімічне споріднення ґрунтів.

## Рівні організації і будова ґрунтів

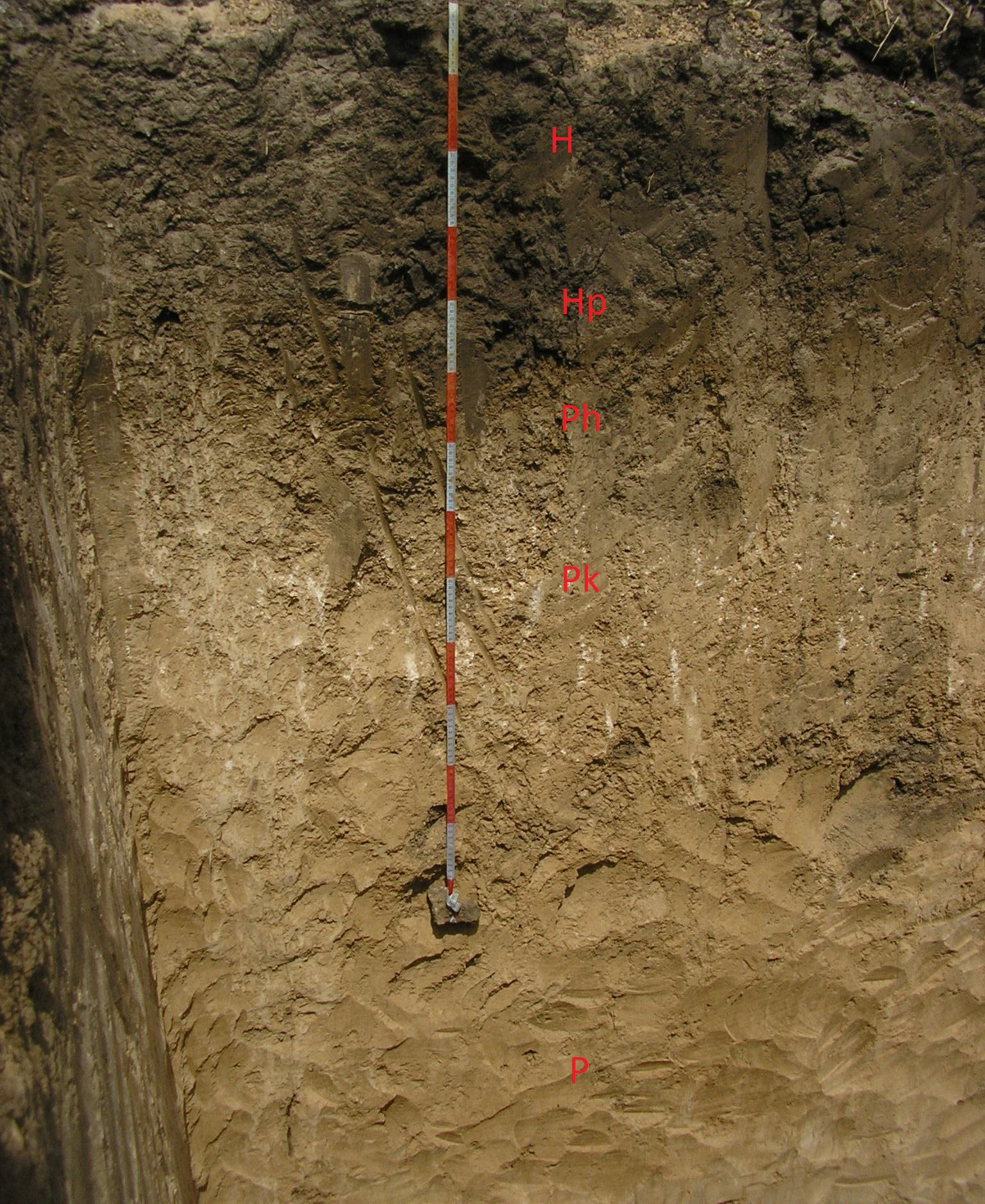
Профіль чорнозему південного

### Структурні рівні організації ґрунту
Структурні рівні організації ґрунту: ґрунтовий покрив — ґрунтовий індивідуум — ґрунтовий горизонт — морфон (структурні окремості, різні включення і новоутворення) — рівень елементарних ґрунтових частинок — молекулярно-іонний рівень — атомарний рівень.
Ґрунтовий покрив складений окремими елементарними ґрунтовими ареалами, кожен з яких включає ряд однакових ґрунтових індивідуумів.
Ґрунтовий індивідуум (педон — за термінологією ґрунтової школи США) — це мінімальний об'єм ґрунту, горизонтальні розміри якого досить великі, щоб мати повний спектр варіабельності співвідношень генетичних горизонтів, відповідний мінімальній горизонтальній неоднорідності ґрунту за діагностичними ознаками. Площа ґрунтових індивідуумів коливається приблизно від одного до десяти метрів залежно від природи мінливості ґрунту. Ґрунтовий індивідуум — одиниця відбору зразків.
Елементарний ґрунтовий ареал (поліпедон — за термінологією ґрунтової школи США) — це одиниця ґрунтового покриву, що належить до однієї класифікаційної одиниці найнижчого таксономічного рангу і займає простір, з усіх боків обмежений іншими елементарними ґрунтовими ареалами або неґрунтовими тілами. Поліпедон має деякі характеристики, такі як форма, перехідні окраїни і природні межі, якими не володіє який-небудь один з його компонентів — педон. Елементарний ґрунтовий ареал, або поліпедон, — одиниця класифікації ґрунтів і водночас ґрунтово-географічна одиниця.
Основною ознакою ґрунтового індивідуума і ґрунту загалом є профіль ґрунту, його характерний вигляд, будова, властивості. Відмінності в ґрунтовому профілі — це розходження між різними ґрунтами, складовими ґрунтового покриву планети. Ґрунтовий профіль — це певне поєднання генетичних горизонтів в межах ґрунтового тіла (педону або поліпедону), специфічне для кожного типу ґрунтотворення в усіх особливостях його прояву.
Генетичні ґрунтові горизонти — це сформовані в процесі ґрунтотворення однорідні, зазвичай паралельні земній поверхні, шари ґрунтового профілю, що різняться між собою морфологічними ознаками, складом і властивостями.

### Морфологічна організація ґрунту

Новоутворення легкорозчинних солей

Ґрунт — це ієрархічно побудована природна система, що складається з морфологічних елементів різного рівня (генетичні горизонти, структурні окремості, новоутворення, включення, пори), які відрізняються зовнішніми властивостями — морфологічними ознаками. Зовнішні особливості ґрунту, розкритих ґрунтовим розрізом, є так званими морфологічними ознаками ґрунту. Найбільш важливі з них: будова ґрунту, складення ґрунту, забарвлення ґрунту, структура ґрунту, новоутворення та включення.
Будова ґрунту — специфічне для кожного ґрунтового типу сполучення генетичних горизонтів, внутрігоризонтних і позагоризонтних утворень, що становить в цілому ґрунтовий профіль.
Складення ґрунту — фізичний стан ґрунтового матеріалу (в профілі ґрунту в цілому або її окремого горизонту, або мікроскладення), обумовлене взаємним розташуванням і співвідношенням в просторі твердих часток і пов'язаних з ними пор (щільність, пористість).
Структура ґрунту — взаємне розташування в ґрунтовому тілі структурних окремостей (агрегатів або педів) певної форми і розмірів.
Новоутворення в ґрунті — морфологічно оформлені виділення і скупчення речовини в ґрунтовому матеріалі, що відрізняються від основи ґрунтового матеріалу складом і складенням та є наслідком ґрунтоутворювального процесу.
Включення в ґрунті — випадкові органічні або мінеральні тіла або предмети, генетично не пов'язані з ґрунтовими процесами.

## Склад та властивості ґрунтів

### Фазовий склад ґрунтів

Фазовий склад ґрунтів

Ґрунт — це багатофазне природне тіло, речовина якого представлена такими фізичними фазами: тверда, рідка, газова та жива речовина організмів, що населяють ґрунт.
Тверда фаза ґрунту — це полідисперсна і полікомпонентна органомінеральна система, що утворює твердий каркас ґрунтового тіла. Вона формується в процесі ґрунтотворення з материнської гірської породи і значною мірою успадковує її склад і властивості. Характеризується хімічним мінералогічним і гранулометричним складом, з одного боку, і складенням, структурою і пористістю — з іншого.
Рідка фаза ґрунту — це вода в ґрунті, ґрунтовий розчин, що заповнює її пори.
Газова фаза ґрунту — це повітря, що заповнює у ґрунті пори, вільні від води. Його склад істотно відрізняється від атмосферного і динамічний у часі.
Жива фаза ґрунту — це організми, що його населяють і беруть участь у процесі ґрунтотворення. До них належать численні мікроорганізми (бактерії, актиноміцети, гриби, водорості), представники ґрунтової мікро- і мезофауни (найпростіші, комахи, черв'яки та інш.), кореневі системи рослин.

### Гранулометричний склад ґрунту

Мінералогічний склад ґрунту

Гранулометричним (механічним) складом ґрунту називають масове співвідношення (відносний вміст у процентах) у його складі твердих частинок (механічних елементів) різної крупності. У вітчизняному ґрунтознавстві основна назва гранулометричного складу визначається на основі відсоткового співвідношення у ґрунті фракцій фізичної глини (механічних елементів <0,01мм) і фізичного піску (механічних елементів >0,01мм). За класифікацією Н. А. Качинського (1958 року) виділяють пухкопіщані, зв'язнопіщані, супіщані, легкосуглинкові, середньосуглинкові, важкосуглинкові, легкоглинисті, середньоглинисті і важкоглинисті ґрунти. Повна назва гранулометричного складу враховує фракції механічних елементів, що переважають.
У міжнародній класифікації ґрунтів (WRB) характеристика фізичного складу ґрунту на основі співвідношення часток різного розміру називається текстурою ґрунту. Текстурні класи ґрунтів визначаються на основі класифікації розміру часток за стандартом ISO 11277:2020. За співвідношенням фракцій піску (2-0,063 мм), мулу (0,063-0,002) і глини (<0,002 мм) виділяють 12 текстурних класів: пісок, суглинистий пісок, піщаний суглинок, суглинок, пилуватий суглинок, тонкий суглинок, піщано-глинистий суглинок, глинистий суглинок, пилувато-глинистий суглинок, піщана глина, пилувата глина, глина.
Гранулометричний склад грунту має важливе значення в педогенезі, у формуванні родючості грунту. Від нього залежать водні, теплові, повітряні, загальні фізичні й фізико-механічні властивості грунту. Легкі (піщані та супіщані) ґрунти легко піддаються обробітку, швидко прогріваються, мають добру водопроникність та повітряний режим, але володіють низькою вологоємністю, бідні на гумус і елементи живлення, мають незначну поглинальну здатність, піддаються вітровій ерозії. Важкі (важкосуглинкові й глинисті) ґрунти володіють високою зв'язністю й вологоємністю, краще забезпечені поживними речовинами та гумусом, але можуть мати несприятливі фізичні властивості: слабку водопроникність, здатність запливати й утворювати кірку, високу щільність і т. ін. Найкращими є суглинкові грунти.

### Мінералогічний склад ґрунту
Основну частку речовинного складу мінеральних ґрунтів утворюють первинні (переважно кварц, польові шпати, слюди), а також вторинні мінерали (глинисті, оксиди і гідроксиди, мінерали-солі), що успадковуються ґрунтом від ґрунтотворної породи, утворюються в процесі вивітрювання і ґрунтотворення. Особливу роль відіграють тонкодисперсні (<0,001 мм) глинисті мінерали (груп каолініту, гідрослюд, монтморилоніту, змішаношаруватих), що визначають важливі властивості ґрунтів: водно-фізичні, фізико-механічні, вбирну здатність ґрунту, наявність елементів живлення рослин.

### Органічна частина ґрунту

Середній склад органічної речовини ґрунту

Органічна речовина ґрунтів — це сукупність живої біомаси, органічних решток рослин, тварин, мікроорганізмів, продуктів їх метаболізму, а також специфічних новоутворених органічних речовин — гумусу.
Гумус ґрунту — це складний комплекс органічних сполук, що включає:
- Неспецифічні органічні сполуки індивідуальної природи (притаманні не тільки ґрунтам).

У процесі трансформації решток організмів органічна речовина ґрунту збагачується азотовмісними речовинами (білками та амінокислотами), вуглеводами — моносахаридами (глюкоза, фруктоза, маноза, галактоза та інш.) і полісахаридами (крохмаль, целюлоза та інш.), гетерополісахаридами (камеді, слизи і пектинові речовини), ліпідами, ароматичними сполуками та їх похідними.
- Власне гумусові речовини як специфічний комплекс органічних сполук.

Гумусові речовини специфічної природи являють собою гетерогенну полідисперсну систему високомолекулярних азотовмісних ароматичних сполук кислотної природи. Вони представлені гуміновими кислотами, фульвокислотами і залишком, що не гідролізується або гуміном. Гумінові кислоти добре розчиняються в лужних розчинах, слабо розчиняються у воді і не розчиняються в кислотах, мають темно-коричневий або чорний колір. Фульвокислоти — група гумусових кислот, що залишається в розчині після осадження гумінових кислот; відрізняються світлим забарвленням, розчинністю в кислотах, більшою гідрофільністю і здатністю до кислотного гідролізу.
- Органо-мінеральні сполуки у ґрунтах

Першу групу складають солі органічних неспецифічних кислот (оцтової, щавлевої, мурашиної, лимонної та інших) і гумусових специфічних кислот з катіонами лужних і лужноземельних металів. Другу групу утворюють комплексні солі, які синтезуються при взаємодії неспецифічних органічних кислот і гумусових кислот з полівалентними металами (залізом, алюмінієм, міддю, цинком, нікелем). Третю групу складають адсорбційні органо-мінеральні з'єднання — Al-Fe-гумусові, а також глинисто-гумусові комплекси.
Гумус — найважливіша складова органічної речовини ґрунту, яка визначає його родючість. Екологічна роль органічних речовин у житті ґрунту визначається тим, що: 1) органічні речовини — один із найважливіших факторів вивітрювання гірських порід та процесів руйнування мінеральної частини ґрунту; 2) вони є джерелом поживних речовин для рослин; 3) органічні речовини відіграють важливу роль в утворенні структури ґрунту; 4) органічні речовини мають безпосередній вплив на рослину, сприяючи її росту та розвитку.
За характерний «земляний» запах ґрунту відповідає органічна сполука геосмін, яка виробляється низкою мікроорганізмів.

### Вода в ґрунті і ґрунтовий розчин
Воді належить провідна роль у ґрунтоутворенні та родючості: у водному середовищі відбуваються процеси вивітрювання та новоутворення мінералів, хімічні реакції, гумусоутворення, перерозподіл речовин у ґрунтовому профілі; вода в ґрунті значною мірою визначає тепловий баланс ґрунту та її температурний режим, забезпечує умови життя рослин.
За О. А. Роде виділяють п'ять категорій (форм) ґрунтової води:
- Тверда вода — лід.
- Хімічно зв'язана вода (включає конституційну і кристалізаційну).
- Пароподібна вода.
- Фізично зв'язана, або сорбована, вода.
- Вільна вода, яка присутня в капілярній і гравітаційній формах. Капілярна вода утримується в ґрунті в порах малого діаметра — капілярах, під дією капілярних (меніскових) сил.

Вода в ґрунті присутня у формі ґрунтового розчину, що є його рідкою фазою. Ґрунтовий розчин включає воду, що містить розчинені солі, органо-мінеральні та органічні сполуки, гази та найтонші колоїдні золі. Ґрунтовий розчин служить безпосереднім джерелом живлення рослин.
- Склад ґрунтового розчину.

До найважливіших катіонів ґрунтового розчину належать: Ca2+, Mg2+, Na+, K+, NH4+, Н+; в сильно кислих ґрунтах можуть бути Al3+, Fe 3+, в заболочених — Fe2+.
Серед аніонів переважають: HCO −3, CO3−2, NO−3, NO−2, SO4−2, Cl-, Н2РО−4, HPO2−4.
Для більшості ґрунтів характерний гідрокарбонатно-кальцієвий склад ґрунтових розчинів, в ґрунтових розчинах засолених ґрунтів переважна частка належить хлоридам і сульфатам магнію і натрію.
- Реакція ґрунтового розчину.

Наявність у ґрунтовому розчині вільних кислот і основ, кислих та основних солей визначають найважливішу для життєдіяльності рослин і процесів ґрунтоутворення властивість ґрунту — актуальну реакцію ґрунтового розчину. Реакція ґрунтового розчину визначається активністю вільних водневих (Н+) і гідроксильних (ОН-) іонів і вимірюється величиною рН. У різних типах ґрунтів рН ґрунтового розчину коливається від 2,5 (кислі сульфатні ґрунти) до 6-7,5 в чорноземах і до 10-11 в лужних солонцях і содових солончаках.
- Осмотичний тиск ґрунтового розчину, що залежить від його концентрації і ступеня дисоціації розчинених речовин. Якщо він дорівнює осмотичному тиску клітинного соку рослин або вище його, то припиняється надходження води в рослину і вона гине. Найбільш високим осмотичним тиском ґрунтового розчину характеризуються засолені ґрунти.

### Ґрунтове повітря і повітряно-фізичні властивості ґрунтів
Повітряна фаза — найбільш мобільна складова частина ґрунтів, мінливість якої відображає біологічні та біохімічні процеси ґрунтотворення. Кількість і склад ґрунтового повітря істотно впливають на розвиток і функціонування рослин і мікроорганізмів, розчинність і міграцію хімічних сполук, інтенсивність і спрямованість ґрунтових процесів.
Ґрунтове повітря знаходяться в декількох фізичних станах: 1) власне ґрунтове повітря — вільне і защемлене, що знаходиться в порах ґрунту; 2) адсорбовані гази ґрунтовими частками на їхніх поверхнях; 3) розчинні гази в ґрунтовій воді.
Повітряно-фізичними властивостями ґрунтів називається сукупність ряду фізичних властивостей ґрунтів, що визначають стан і поведінку ґрунтового повітря в профілі. Найбільш важливими з них є повітроємність (загальна, капілярна і некапілярна або пористість аерації), повітровміст, повітропроникність, повітрообмін або аерація.
Відмінність ґрунтового повітря від атмосферного (наземного) пов'язана головним чином з процесами життєдіяльності мікроорганізмів, диханням коренів рослин і ґрунтової фауни, окислення органічної речовини ґрунтів. Відмінність тим більша, чим вищий енергетичний потенціал і біологічна активність ґрунтів або менший повітрообмін з атмосферним повітрям. Ґрунтове повітря містить макрогази — азот, кисень та діоксид вуглецю, оптимальні рівні концентрації якого коливаються в межах 0,3-3,0 %. Серед мікрогазів, концентрації яких не перевищують 1•10−9 −10−12 %, є N2О, NO2, СО, вуглеводні (етилен, ацетилен, метан), водень, сірководень, аміак, тіоли, терпени, фосфін, спирти, ефіри, пари органічних і неорганічних кислот.

### Вбирна здатність ґрунтів
Вбирна здатність ґрунту — одна з його найважливіших властивостей. Вона забезпечує і регулює поживний режим ґрунту, сприяє накопиченню багатьох елементів мінерального живлення рослин, регулює реакцію ґрунту, його водно-фізичні властивості.
Вбирною здатністю ґрунту називається його властивість обмінно або необмінно вбирати різні тверді, рідкі та газоподібні речовини або збільшувати їх концентрацію на поверхні ґрунтових колоїдів. За К. К. Гедройцем прийнято виділяти 5 видів вбирної здатності ґрунту:
- Механічна вбирна здатність — це властивість ґрунтів поглинати з водного або повітряного потоку тверді частинки, розміри яких перевищують розміри ґрунтових пор.
- Хімічна вбирна здатність обумовлена утворенням в результаті хімічних реакцій важкорозчинних сполук, що випадають з розчину в осад.
- Біологічна вбирна здатність обумовлена здатністю живих організмів (коріння рослин, мікроорганізми) поглинати різні елементи і закріплювати їх в органічній речовині.
- Фізична вбирна здатність — здатність ґрунту збільшувати концентрацію молекул різних речовин на поверхні тонкодисперсних частинок.
- Фізико-хімічна, або обмінна здатність — здатність ґрунту поглинати й обмінювати іони, що знаходяться на поверхні колоїдних частинок, на еквівалентну кількість іонів розчину, що взаємодіє з твердою фазою ґрунту.

Обмінна вбирна здатність ґрунтів обумовлена наявністю в ньому ґрунтового вбирного комплексу (ҐВК) — сукупності мінеральних, органічних і органо-мінеральних сполук високого ступеня дисперсності (колоїдів), нерозчинних у воді і здатних поглинати і обмінювати іони. Основним механізмом фізико-хімічної, або обміної вбирної здатності ґрунтів є процес сорбції.
Ємність катіонного обміну ґрунтів — здатність ґрунту утримувати молекули позитивно заряджених іонів — катіонів (Ca2+, Mg2+, K+ та інші), і передавати їх рослинам за потреби. Цей показник відображає здатність протистояти коливанням pH ґрунту та доступності поживних речовин.
В обмінному стані в ґрунтах зазвичай знаходяться: Ca2+, Mg2+, K+, NH4+, Na+, Н+, Al3+, Fe 3+, Fe2+.
За наявності у складі ґрунтового вбирного комплексу значної кількості Н+ і Al3+ колоїди легко руйнуються в результаті кислотного гідролізу, а ґрунти погано оструктурені. Якщо у складі обмінних катіонів значна частка належить Na+ (солонці, солонцюваті ґрунти), то колоїди легко пептизуються, ґрунти характеризуються лужною реакцією, погано оструктурені, мають несприятливі водно-фізичні властивості — підвищену щільність, погану водопроникність, слабку водовіддачу, низьку доступність ґрунтової вологи.

### Мікробіом ґрунту
Мікроорганізми складають 17 % біомаси Землі, і ґрунт є одним з найбагатших середовищ мікроорганізмів. У ґрунті міститься широкий спектр мікробів, включаючи бактерії, грибки, віруси, археї, найпростіші тощо, причому бактерій міститься найбільше. В одному грамі ґрунту міститься 108–109 бактерій, 107–108 вірусів і 105–106 клітин грибів.
Залежно від міцності їхнього зв'язку з корінням рослин виділяють два відділи ґрунту: ґрунт ризосфери та навколишній ґрунт. Поблизу ризосфери міститься в 10-100 разів більше мікроорганізмів, ніж у навколишньому ґрунті. Мікроорганізми в ґрунті поблизу ризосфери утворюють складні спільноти, на діяльність яких сильно впливає коріння рослин, і навпаки — діяльність мікроорганізмів сильно впливає на фізіологію рослин.

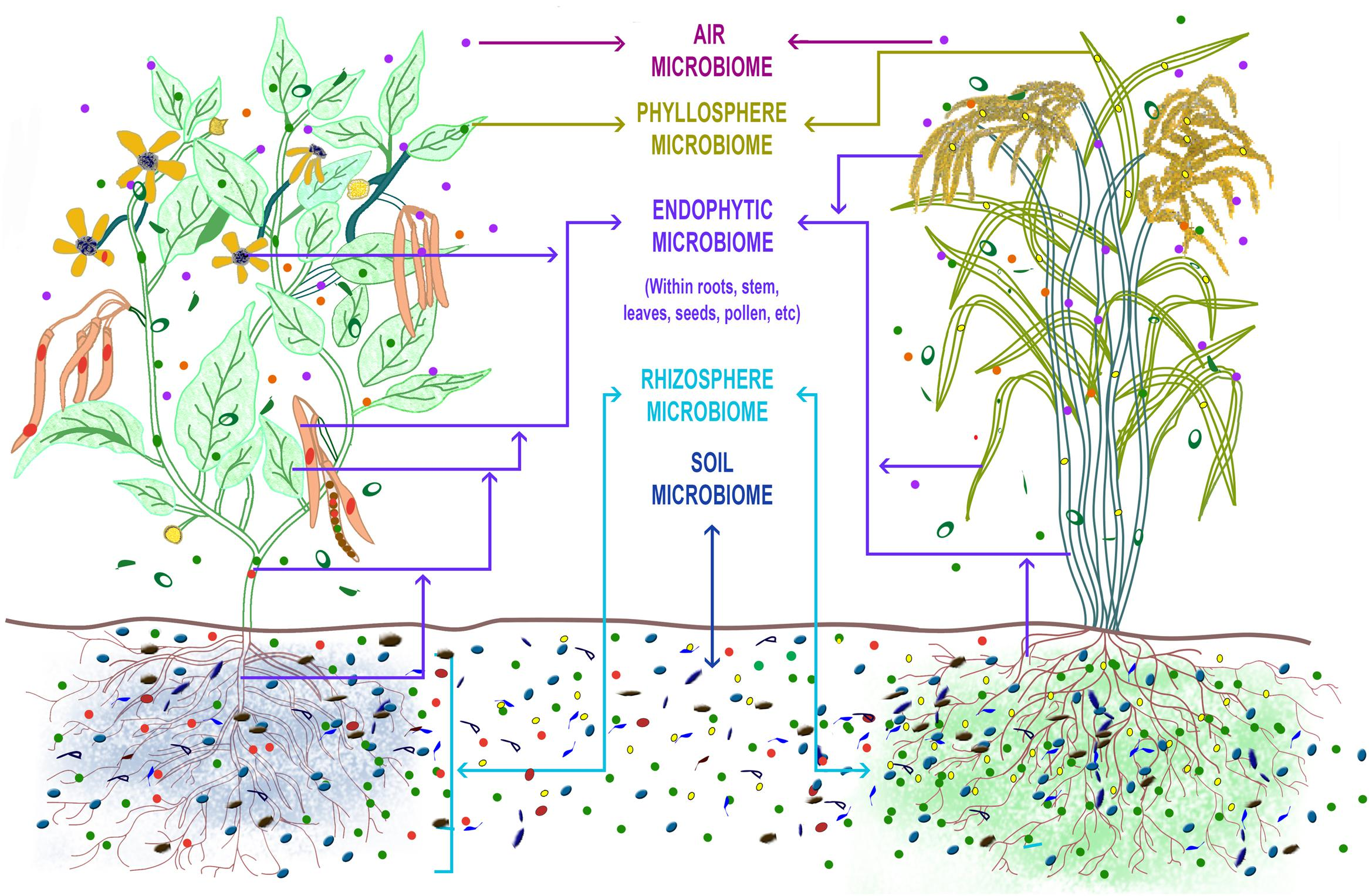
Мікробіом рослини і ґрунту

Мікроорганізми відіграють фундаментальну роль у родючості ґрунту, сприяючи розкладу органічної речовини і кругообігу поживних речовин, продукції корисних біомолекул і загальному здоров'ю ґрунту. Вони утворюють складні спільноти в екосистемі ґрунту, відомі як мікробіом ґрунту.
Однією з основних функцій мікроорганізмів, в контексті екосистеми ґрунту, є кругообіг поживних речовин, коли вони розщеплюють органічну речовину та вивільняють поживні речовини, такі як азот, фосфор та інші, у формах, які можуть бути поглинені рослинами. Цей процес сприяє постійному та рівномірному надходженню поживних речовин рослинам і підтримує родючість ґрунту. Прикладами таких мікроорганізмів є азот-фіксуючі різобії, азоспірили і пенібацили; та різні фосфат-мобілізуючі та калій-мобілізуючі види бактерій.
Крім цього, мікроорганізми сприяють утворенню агрегатів ґрунту, виділяючи екзополісахариди, глікопротеїни, органічні кислоти тощо, які мають клейкі властивості. Це покращує пористість, аерацію, проходження води і ріст коренів.
Здоровий різноманітний мікробіом утворює широкий спектр корисних біомолекул: ферментів, фітогормонів, метаболітів, сприяючи родючості ґрунту, толерантності до стресів та покращенню архітектури коренів. Деякі дослідження показали, що мікробіом ризосфери може виділяти в 60 разів більше регуляторів росту та фітогормонів (таких як ауксини, гібереліни, цитокіни та інші), ніж сама рослина.
Мікроорганізми також відіграють вирішальну роль у придушенні хвороб, що передаються через ґрунт, витісняючи патогени та виробляючи антимікробні сполуки та стимулятори захисту рослин. Крім того, вони сприяють розкладанню органічних забруднювачів і нейтралізації шкідливих токсичних речовин у ґрунті, сприяючи здоров'ю довкілля та стійкості екосистем.
Мікоризи — симбіоз грибків і коренів рослин, можуть підвищувати родючість ґрунту шляхом покращення поглинання поживних речовин, зокрема фосфору та мікроелементів із ґрунту. Наприклад, грибки арбускулярної мікоризи поєднуються з кореневою системою рослин і обмінюються з ними речовинами у взаємовигідних умовах. Окрім того, ці грибки також грають важливу роль в агрегації ґрунту.

## Методологія і методи дослідження ґрунту
Основними завданнями дослідження ґрунтів є:
- картографування ґрунтового покриву для просторового планування, управління земельними ресурсами та моніторингу стану довкілля[22][23];
- аналіз будови, складу і властивостей ґрунтів для оцінки їхньої родючості, придатності до різних видів використання та прогнозу змін.

Дослідження ґрунту включає:
- польові дослідження для опису профілю ґрунту та умов місцевості;
- відбір ґрунтових зразків із різних горизонтів профілю;
- лабораторний аналіз фізичних, хімічних і біологічних властивостей;
- узагальнення результатів для оцінки ґрунту і планування його використання.

Основним методом всіх ґрунтових досліджень є профільно-морфологічний метод. Він вимагає вивчення ґрунту в ґрунтовому розрізі з поверхні на всю глибину його товщі, послідовно, по генетичних горизонтах включно з материнською породою. Метод є ефективним способом пізнання властивостей ґрунту за морфологічними ознаками: глибиною й послідовністю залягання горизонтів, забарвленням, гранулометричним складом, структурою, складенням, новоутвореннями, включеннями тощо. Він є найголовнішим при проведенні польових ґрунтових досліджень і складає основу польової діагностики ґрунтів.
Відповідно до національного стандарту України ДСТУ 4288:2004 повна назва ґрунту (тип, підтип, рід, вид, різновид, розряд) визначається згідно з національною класифікацією за «Полевым определителем почв». При агрохімічній паспортизації земель сільськогосподарського призначення та створенні ґрунтово-агрохімічних баз даних класифікаційну належність ґрунту та оцінку (інтерпретацію) його окремих показників здійснюють відповідно до вимог ДСТУ 4362:2004.

### Методи лабораторного аналізу ґрунту
Лабораторний аналіз є основними інструментами для встановлення властивостей ґрунту, визначення вмісту органічних і мінеральних речовин, рівня рН, структури ґрунту, щільності, ємності катіонного обміну тощо. Є такі загальні лабораторні методи дослідження ґрунтів,:
- Гравіметричний аналіз (визначення вологи, щільності шляхом зважування).
- Титриметричний аналіз (визначення вмісту речовин шляхом титрування, наприклад, кальцію, магнію, лужності).
- Потенціометричні методи (вимірювання рН та електропровідності ґрунтових витяжок).
- Фотометричні (або спектрофотометричні) методи (визначення вмісту елементів за інтенсивністю забарвлення екстрактів).
- Гравіметрично-хімічні методи (комбіновані методики, наприклад, для визначення гумусу — спочатку окиснення, потім титрування залишку).
- Мікроморфологічний метод (дослідження структури та мікроструктури ґрунтів за тонкими шліфами під мікроскопом).
- Спектроскопічний аналіз[28] (Vis-NIR, MIR, FTIR, XRF, ЯМР та інші методики), які досліджують склад ґрунту на атомно-молекулярному рівні;
- Хроматографічний аналіз разом з мас-спектрометрією[29] (GC-MS, LC-MS та ін.[30]), та інші методики метаболоміки[31], які точно ідентифікують молекули органічних речовин та метаболітів в зразках ґрунту;
- Термогравіметричний аналіз (оцінка втрати маси при нагріванні для визначення складу ґрунтів і вмісту органічної речовини).
- Молекулярно-біологічні методи[32] (ПЛР та секвенування ДНК, що використовуються в метагеноміці та метабаркодуванні[33]; і різні методики метатранскриптоміки[34], метапротеоміки[35] та інших мета-омік[36][37]), які досліджують мікробіом ґрунту, який є важливим чинником його здоров'я та родючості[38][39][40][41].
- Біосенсорні методи на основі нанотехнологій покращують аналіз ґрунту, забезпечуючи швидке виявлення конкретних речовин, що особливо актуально для забруднювальних речовин, таких як солі важких металів, органічні та неорганічні забруднювачі, токсини, антибіотики і мікроорганізми.[42]

## Розділи ґрунтознавства
Мікробіологія ґрунту (галузь мікробіології та сільськогосподарської мікробіології) — дослідження та управління мікробіомом ґрунту. Мікробіом ґрунту є одним з головних факторів його родючості. Дослідження показали, що мікроорганізми навколо кореня рослин здатні утворювати в десятки разів більше регуляторів росту та фітогормонів, ніж сама рослина. Молекулярно-біологічні методи (такі, як метагеноміка та інші) використовуються для аналізу складу та активності мікробіому ґрунту, а біодобрива, органічні добрива та біочар — для управління складом, кількістю та різноманіттям мікроорганізмів ґрунту, задля покращення здоров'я та родючості ґрунту, збільшення врожайності та мінімізації негативного впливу на довкілля.

## Земля (ґрунт) у народній медицині
З лікувальною метою землю прикладали до опіків, набряків, місця укусу бджіл.
Земля наділялася здатністю «витягання грому» — людину, вражену блискавкою, закопували в землю.
Глину використовували і використовують як зовнішній, а інколи і внутрішній, лікувальний засіб.

### Книги
- Біопродуктивність ґрунтів: навч. посіб. / Г. С. Іванюк ; М-во освіти і науки України, Львів. нац. ун-т ім. І. Франка. — Львів: ЛНУ ім. І. Франка, 2009. — 350 с.: іл. — Термінол. слов. — Предм. покажч. — Авт. покажч. — Додатки. — ISBN 978-966-613-717-6
- Грунтознавство: навчальний посібник / Панас Р. М. — Львів: Новий світ — 2000, 2018.– 372 с.
- Ґрунтознавство: Навч. посіб./ М. Ф. Бережняк, Б. Є. Якубенко,. А. М. Чурілов, Р. В. Сендзюк. // За заг. ред. Якубенка Б. Є. — К. : Видавництво Ліра-К, 2017. — 612 с. ISBN 978-617-7507-96-2
- Екологічна якість ґрунту: навч. посіб. / З. Г. Гамкало; М-во освіти і науки України, Львів. нац. ун-т ім. І. Франка. — Львів: ЛНУ ім. І. Франка, 2009. — 412 с.: іл. — ISBN 978-966-613-629-2
- Назаренко І. І., Польчина С. М., Нікорич В. А. Ґрунтознавство: Підручник. — Чернівці: Книги — XXI, 2004. — 400 с.
- Панас Р. М. Екологія грунтів: Навчальний посібник.– Львів: Новий світ-2000, 2019.– 481 с.
- Раціональне використання та охорона земель: навч. посіб.: [для студ. ВНЗ] / Р. М. Панас; М-во освіти і науки, молоді та спорту України, Нац. ун-т Львівська політехніка. — Львів: Новий світ-2000, 2012. — 352 с. — (Вища освіта в Україні) — ISBN 978-966-418-055-6
- Soil-plant-microbe interactions: An innovative approach towards improving soil health and plant growth. (pdf, epub) / Kumar, Upendra; Shelake, Rahul Mahadev; Singh, Rajni, (2023). Frontiers Media SA. ISBN 978-2-8325-1919-6.

### Журнали
- Рослинництво і ґрунтознавство
- Biology and Fertility of Soils
- Soil Biology and Biochemistry
- Plant and Soil
- Soil Science Society of America Journal
- Soil and Tillage Research
- European Journal of Soil Science
- Applied Soil Ecology
- Сільськогосподарська мікробіологія